# Angus MacGyver
Angus MacGyver is het hoofdpersonage uit de Amerikaanse actieserie MacGyver.

## Biografie
MacGyver werd geboren op 23 maart 1951 in Mission City in Minnesota. In 1961, toen hij tien jaar oud was, kwamen zijn vader en grootmoeder om bij een auto-ongeluk waarbij ze verdronken. MacGyver werd vervolgens opgevoed door zijn moeder Ellen Jackson en grootvader Harry Jackson totdat deze laatste hem in 1967 verliet voor een baan in Alaska. Op zijn tiende kreeg hij tevens zijn eerste chemieset. In zijn tienerjaren kreeg hij nog een trauma te verwerken nadat zijn beste vriend Jesse zichzelf doodschoot door middel van een vallend vuurwapen. Dit ongeluk zorgde ervoor dat MacGyver een afkeer voor vuurwapens kreeg. Tijdens zijn hele jeugd, en ook in zijn volwassenen jaren beoefende MacGyver ijshockey. Daarnaast is hij een supporter van de Calgary Flames. Hij heeft altijd het gevoel gehad dat hij de National Hockey League had kunnen bereiken en heeft er spijt van zijn carrière niet doorgezet te hebben als professioneel ijshockeyer. Naast zijn passie voor ijshockey houdt hij ook van musea. In zijn jeugd raakt hij bevriend met Jack Dalton, wie MacGyver altijd in problemen brengt. MacGyver spreekt Engels, Amerikaanse Gebarentaal, Russisch, Duits, Frans, Italiaans en een beetje Mandarijn.

## Voornaam
MacGyvers voornaam bleef een geheim tot het allerlaatste seizoen. Wanneer iemand er naar vroeg zei hij altijd dat hij zijn voornaam haatte en veranderde vervolgens snel van gesprek. Zijn grootvader, Harry Jackson, noemt hem altijd "Bud" of "Buddy", en zijn vrienden noemen hem "MacGyver" of simpelweg "Mac". Zijn voornaam wordt eindelijk bekend in de aflevering "Good Knight, MacGyver". In deze aflevering leert hij over een 7e-eeuwse man genaamd Angus M'Iver ("Zoon van Ingmarr") en wordt bekend dat ze dezelfde voornaam dragen.

## Gereedschap
Het meest gebruikte stuk gereedschap van MacGyver was een Zwitsers zakmes. Daarnaast droeg hij meestal een platgedrukte (om ruimte te besparen) rol ducttape bij zich. Andere veelgebruikte producten zijn een ID-kaart, een horloge, lucifers, paperclips en een zaklamp. Tevens had hij altijd een gereedschapskist in zijn Willys MB Jeep staan.

## Optredens
- Alle 139 afleveringen van MacGyver.
- In de film MacGyver: Lost Treasure of Atlantis uit 1994.
- In de film MacGyver: Trail to Doomsday uit 1994.
- Eén gastoptreden in Saturday Night Live in 2009.